# وزارة حماية الطبيعة (أرمينيا)
وزارة حماية الطبيعة في أرمينيا هي وزارة تابعة لحكومة أرمينيا مسؤولة عن حماية البيئة والتراث الطبيعي. تم تسميتها باسم وزارة حماية الطبيعة وحماية البيئة عند استقلال أرمينيا في عام 1991، وأعيد تسميتها باسم وزارة حماية الطبيعة والصحارى في عام 1995، إلى أن أخذت اسمها الحالي في عام 1996.ويعد إريك غريغوريان وزير حماية الطبيعة الحالي، الذي عُيّن في مايو من عام 2018.
```
في عام 1997، قدم المسؤولون في الوزارة تقارير إلى الاتفاقية الدولية المتعلقة بالتنوع البيولوجي (CBD). وفي عام 1999، أدى العمل المشترك لثمانية مجموعات من الأخصائيين إلى «تقريروطني أولي عن التنوع البيولوجي في أرمينيا» و«إستراتيجية وخطة عمل التنوع البيولوجي»، تم إعدادهما تماشيا مع المبادئ التوجيهية 
لاتفاقية التنوع البيولوجي
 والأهداف الإنمائية ذات الأولوية لأرمينيا.
[
2
]
```

## وصلات خارجية
الطبيعة
أرمينيا